# Hölzleinsmühle (Windsbach)
Hölzleinsmühle (fränkisch: Hältles-mil) ist ein Gemeindeteil der Stadt Windsbach im Landkreis Ansbach (Mittelfranken, Bayern). Hölzleinsmühle liegt in der Gemarkung Retzendorf.

## Geografie
Die von Wald umgebene Einöde liegt am Rößigbächlein und am Hergersbächl, die sich zum Goldbach vereinigen, einem linken Zufluss der Fränkischen Rezat. Eine Gemeindeverbindungsstraße führt die Staatsstraße 2220 kreuzend nach Wolfsau (1 km nördlich).

## Geschichte
1732 wurde der Ort in den Oberamtsbeschreibungen des Fürstentums Ansbach von Johann Georg Vetter als eine nach Windsbach gepfarrte Oberamts-Windsbachische Mahlmühle erwähnt. Der Name der Mühle leitet sich vermutlich vom Familiennamen des ersten Besitzers ab.
Gegen Ende des 18. Jahrhunderts gehörte die Hölzleinsmühle zur Realgemeinde Wolfsau. Sie hatte das brandenburgisch-ansbachische Kastenamt Windsbach als Grundherrn. Unter der preußischen Verwaltung (1792–1806) des Fürstentums Ansbach erhielt die Hölzleinsmühle bei der Vergabe der Hausnummern die Nr. 1 des Ortes Wolfsau. Von 1797 bis 1808 unterstand der Ort dem Justiz- und Kammeramt Windsbach.
Im Rahmen des Gemeindeedikts wurde Hölzleinsmühle dem 1808 gebildeten Steuerdistrikt Mitteleschenbach und der 1810 gegründeten Ruralgemeinde Mitteleschenbach zugeordnet. Mit dem Zweiten Gemeindeedikt (1818) wurde Hölzleinsmühle in die neu gebildete Ruralgemeinde Retzendorf umgemeindet. Diese wurde am 1. Januar 1972 im Zuge der Gebietsreform in Bayern in die Stadt Windsbach eingegliedert.

### Bodendenkmal
- 300 m westlich gibt es einen Grabhügel vorgeschichtlicher Zeitstellung.

### Einwohnerentwicklung
| Jahr      | 001818 | 001840 | 001861 | 001871 | 001885 | 001900 | 001925 | 001950 | 001961 | 001970 | 001987 |
| Einwohner | 4      | 6      | 8      | 6      | 8      | 8      | 7      | 5      | 5      | 4      | 6      |
| Häuser    | 1      | 1      |        |        | 1      | 1      | 1      | 1      | 1      |        | 1      |
| Quelle    | [ 15 ] | [ 16 ] | [ 17 ] | [ 18 ] | [ 19 ] | [ 20 ] | [ 21 ] | [ 22 ] | [ 23 ] | [ 24 ] | [ 1 ]  |

## Religion
Der Ort ist evangelisch-lutherisch geprägt und nach St. Margareta (Windsbach) gepfarrt. Die Einwohner römisch-katholischer Konfession sind nach St. Bonifatius (Windsbach) gepfarrt.